# Egészségügyi EU-portál
Az Európai Unió hivatalos egészségügyi portálja lehetővé teszi számos, az egészséget érintő kérdéssel, európai és nemzetközi tevékenységgel kapcsolatos adat és információ elérését. Fő célja, hogy az európai polgárok számára könnyen hozzáférhetővé tegye az EU nép- és közegészségügyi kezdeményezéseiről, programjairól rendelkezésre álló információkat. Igyekszik továbbá a portál hozzájárulni az EU népegészségügyi célkitűzéseinek teljesítéséhez, fontos eszköze a magatartás kedvező irányú befolyásolásának, a Közösség nép- és közegészségügyi helyzete javításának.
A portál fenntartója az EU Egészségügy és Fogyasztók Főigazgatósága.

## Kinek szól a portál?
Azoknak, akik tájékozottak kívánnak maradni az egészségüket érintő kérdésekről, és azoknak, akik folyamatosan értesülni kívánnak az egészségüggyel kapcsolatos európai, nemzeti és nemzetközi szintű politikai stratégiákról és döntésekről. Fontos információforrás a portál az egészségügyi szakemberek, döntéshozók és érdekképviseletek számára is. A portál megfelel a hozzáférésről szóló nemzetközileg elismert szabályoknak, azaz mindenki, köztük az időskorúak és a fogyatékkal élők számára is hozzáférhető. A szakértők számára a portál a népegészségüggyel kapcsolatos statisztikai adatbázisokhoz is hozzáférést biztosít.

## Mik a portál céljai?
A portál a 2003-2008-as közösségi népegészségügyi program egyik kezdeményezése. Fő célja hozzájárulni ahhoz, hogy a magánszemélyek, intézmények, szervezetek növekvő mértékben vegyenek részt az egészségüggyel kapcsolatos eszmecserékben. Ennek keretében kerül előtérbe az uniós polgárok azon joga, hogy közérthető, tudományosan alátámasztott információk álljanak rendelkezésükre az egészség megőrzésével és a betegségmegelőzéssel összefüggő intézkedésekkel kapcsolatban. A portál egyik legfontosabb üzenete, hogy egészségünkért mindannyian felelősek vagyunk. Az Unió egészségügyi tevékenységeinek és programjainak jobb megismerése előfeltétele annak, hogy az emberek támogathassák ezeket, hozzájárulhassanak sikeres végrehajtásukhoz.

## Milyen információk találhatók a portálon?
Az olvasók az általuk keresett információkat az egyének egészségét és a környezetük egészségügyi vonatkozásait érintő témákat tartalmazó világos menürendszerből érhetik el. Minden téma hozzá kapcsolódó altémákhoz vezet – az Életmód témán belül találjuk meg például a Táplálkozás altémát. Az altémák oldalain egy sor információhoz juthatunk hozzá az Európai Unió szakpolitikáival és tevékenységeivel kapcsolatos linkeken keresztül. Az egyes témákra vonatkozó nemzeti politikákról a tagállami rovatban olvashatunk bővebben. Ugyancsak külön rovatban érhetők el az európai civil szervezetek és a nemzetközi szervezetek egészségügy területén végzett munkájáról szóló információk. Az egyes szakterületeket érintő linkek lehetőség szerint közvetlenül az illető témával foglalkozó oldalra vezetnek. Külön rovatban értesítjük olvasóinkat a legfrissebb hírekről, az aktuális európai eseményekről és a témával kapcsolatos legutóbbi uniós sajtóközleményekről. Ugyancsak elérhetők a portálról az uniós intézmények által elfogadott jogszabályok és az EU kiadványai.